# 군산 공군기지
군산 공군기지(Kunsan Air Base, IATA: KUV, ICAO: RKJK)는 전라북도 군산시의 군산공항에 있는 주한 미국 공군과 대한민국 공군의 군용비행장으로, 이 곳에는 제7공군의 제8전투비행단과 대한민국의 제38전투비행전대가 주둔하고 있다. 주한 미군이 운영하고 있는 다른 군용비행장은 오산 공군기지이다.

## 역사

### 초기
1938년에 일본군의 군용비행장으로서 매우 작은 규모로 건설되었다. 1945년 8월, 제24(XXVI)군단이 접수하였고, 한국의 군정기가 끝나고 한반도를 떠나기 시작한 1949년에는 미국 고문단만이 남았다.

### 6.25 전쟁
1950년 7월, 재빠르게 기동하여 진군하는 조선인민군에게 점령되었고, 2개월이 지난 9월 30일에 미국 육군 제24보병 3대대가 탈환하였다. 이듬해 4월에 제27전투호위비행단이 군산 공군기지의 첫 배치된 주한 미국 공군의 부대가 되었다. 이후, 일본이 건설한 낡은 활주로를 뜯고 제808공병항공대대에서 약 5천 피트의 활주로를 새로 깔았으며, 8월 22일에 첫 비행부대인 제3폭격비행단이 기지에 배치되어 북녘에 대한 군산 공군기지의 폭격임무가 수행되기 시작하였다.

## 주둔부대
- 미국

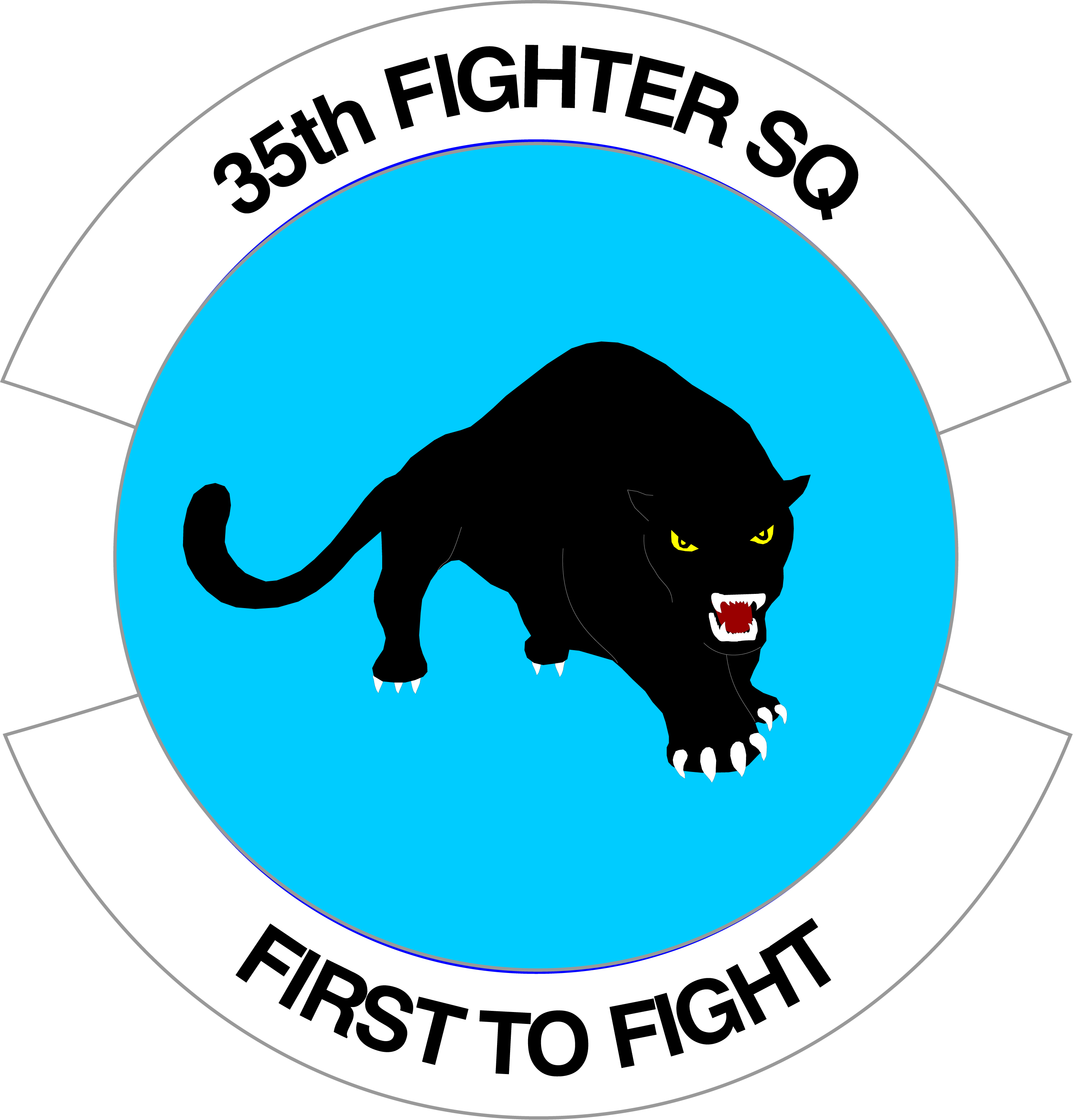
제35전투비행대대

  - 제8전투비행단 (옛 제8전술전투비행단); 1974년 9월 16일 ~ 현재
    - 제8작전비행전대
      - 제35전투비행대대 (F-16C/D)
      - 제80전투비행대대 (F-16C/D)

    - 제8정비전대
    - 제8임무지원전대
    - 제8의무전대

  - 제1방공포병연대, 2대대 (MIM-104 패트리어트)
  - 제25수송대대
- 대한민국 공군
  - 제38전투비행전대, 제111전투비행대대 (F-16C/D, KF-16C/D)

### 이전
- 제27항공기지전대: 1951년 4월 1일 ~ 1951년 6월 24일
- 제3폭격비행단: 1951년 8월 22일 ~ 1954년 10월 1일
- 제474전폭비행단: 1952년 7월 10일 ~ 1953년 4월 1일
- 제49전폭비행단: 1953년 4월 1일 ~ 1953년 11월 6일
- 제6170항공기지전대: 1954년 9월 1일 ~ 1956년 4월 8일
- 제6170항공기지대대: 1956년 4월 8일 ~ 1959년 3월 25일
- 제6175항공기지전대: 25 Mar 1959년 3월 25일 ~ 1968년 8월 1일
- 제354전술전투비행단: 1968년 7월 5일 ~ 1970년 6월 15일
- 제54전술전투비행단: 1970년 6월 15일 ~ 1970년 10월 31일
- 제6175항공기지전대: 1970년 6월 15일 ~ 1971년 3월 15일
- 제3전술전투비행단: 1971년 3월 15일 ~ 1974년 9월 16일

## 같이 보기
- 주한 미군의 시설 목록
- 오산 공군기지

## 참고
- “Fact Sheets: Kunsan Air Base” (영어). 2017년 4월 3일. 2020년 6월 20일에 확인함.
- “APPENDIX J: KUNSAN AIR BASE” (영어). 2005년 4월 5일에 원본 문서에서 보존된 문서. 2020년 6월 20일에 확인함.